# سوارکاران غروب
سگا مگا درایو
سوارکاران غروب (به انگلیسی: Sunset Riders) نام یکی از بازی‌های ویدئویی ساخته شدۀ شرکت کونامی است. بازی نخستین بار در سال 1991 برای دستگاه آرکید و یک سال بعدتر برای کنسول‌های سوپر نینتندو و سگا جنسیس منتشر شد. روایت این بازی از روی فیلم‌های وسترن باد اسپنسر و ترنس هیل ساخته شده است.

## داستان بازی
بیلی و کورمانو دو کابوی معروف شهر هستند که از طریق دستگیری افراد تحت تعقیب امرار معاش می‌کنند. در آرکید تا چهار نفر و در سوپرنینتندو و سگا جنسیس حداکثر تا دو نفر می‌توانند، مشغول این بازی شوند. 